# O Príncipe Estudante
The Student Prince in Old Heidelberg, também conhecido como The Student Prince e Old Heidelberg (bra/prt: O Príncipe Estudante), é um filme de drama mudo Metro-Goldwyn-Mayer de 1927 baseado na peça de 1901 Old Heidelberg de Wilhelm Meyer-Förster. Foi dirigido por Ernst Lubitsch, e estrelado por Ramon Novarro e Norma Shearer.

## Elenco
- Ramón Novarro como o príncipe herdeiro Karl Heinrich
- Norma Shearer como Kathi
- Jean Hersholt como Dr. Friedrich Jüttner
- Gustav von Seyffertitz como o Rei Karl VII
- Philippe De Lacy como o jovem Karl
- Edgar Norton como Lutz
- Bobby Mack como Johann Kellermann
- Edward Connelly como Primeiro Ministro von Haugk
- Otis Harlan como Velho Ruder
- André Mattoni como Conde Asterberg (sem créditos)
- Hans Joby como estudante (creditado como John S. Peters)
- George K. Arthur como Aluno Bêbado (sem créditos)
- Edythe Chapman como babá do jovem Karl (sem créditos)

## Enredo
O jovem príncipe herdeiro Karl Heinrich, herdeiro do reino de Karlsburg (um estado soberano fictício da Confederação Alemã ), é trazido para viver com seu severo tio, o rei Karl VII. O rei imediatamente dispensa a babá do menino sem dizer ao jovem para evitar uma despedida emocionada. Dr. Friedrich Jüttner, seu novo tutor, mostra-se solidário, e eles se tornam amigos para toda a vida. No entanto, apesar da crença dos plebeus de que deve ser maravilhoso ser ele, o menino cresce solitário, sem companheiros de sua idade.
Ao passar no exame do ensino médio em 1901 com a ajuda do Dr. Jüttner, o jovem príncipe fica encantado ao saber que ele e Jüttner estão sendo enviados para Heidelberg , onde ele continuará sua educação. Quando eles chegam, o servo de Karl fica horrorizado com os quartos fornecidos para o príncipe e Jüttner na pousada de Ruder ( Otis Harlan ). Quando a sobrinha de Ruder, Kathi, defende corajosamente os negócios da família centenários, Karl fica fascinado por ela e decide ficar. Ele rapidamente se torna membro do Corps Saxonia, uma sociedade estudantil.
Mais tarde naquele dia, Karl tenta beijar Kathi, apenas para descobrir que ela está noiva. Sua família aprova seu noivo, mas ela não tem tanta certeza sobre ele. Ela finalmente confessa a Karl que, apesar do grande abismo social entre eles, ela se apaixonou por ele. Karl sente o mesmo por ela e jura que não deixará que nada os separe. Quando ele a leva de barco, seu remador, Johann Kellermann, vira as costas para eles para lhes dar um pouco de privacidade. Karl, brincando, diz a ele que, quando for rei, fará de Kellermann seu mordomo .
Então Jüttner recebe uma carta do rei ordenando que ele informe Karl que ele escolheu uma princesa para ele se casar. Jüttner não consegue destruir a felicidade de seu amigo. Nesse mesmo dia, no entanto, o primeiro-ministro von Haugk chega com a notícia de que o rei está gravemente doente e que Karl deve ir para casa e assumir as rédeas do governo. Quando Karl vê seu tio, ele é informado dos planos matrimoniais. Enquanto Karl ainda está se recuperando do choque, o velho rei morre, seguido por Jüttner.
Mais tarde, von Haugk pressiona o novo monarca sobre o casamento. O angustiado Karl assina o documento do casamento. Então Kellermann aparece para aceitar o trabalho que Karl lhe ofereceu. Quando Karl lhe pergunta sobre Kathi, ele descobre que ela ainda está esperando por ele. Ele vai vê-la uma última vez.
Na última cena, Karl é mostrado andando pelas ruas em uma carruagem com sua noiva. Um espectador comenta que deve ser maravilhoso ser rei, sem saber da miséria de Karl.

## Produção
Irving Thalberg inicialmente planejou que Erich von Stroheim dirigisse o filme como uma continuação do sucesso comercial do diretor, The Merry Widow. Stroheim recusou, optando por deixar a MGM e começar a trabalhar em The Wedding March (1928). Thalberg então tentou anexar E.A. Dupont e, em seguida, John S. Robertson para o projeto, mas ambos o aprovaram. Ele escolheu o emigrado alemão Ernst Lubitsch, de 34 anos.
Novarro foi escalado após John Gilbert ser considerado. Lubitsch sentiu que tanto Novarro quanto Shearer foram lançados erroneamente, mas foi incapaz de ignorar as decisões de elenco do estúdio. A insistência de Lubitsch em várias tomadas e tempo mínimo de ensaio foi difícil para ambas as ligações. Shearer até reclamou com Thalberg, seu noivo, sobre a tendência de Lubitsch para representar cenas para os atores antes de serem filmados. Thalberg disse a ela que "todos têm muito a aprender com Lubitsch."
A cena de amor no jardim da cerveja, aclamada como uma das melhores cenas do filme pela crítica moderna, teria sido uma dor de cabeça para o diretor, que a refez por completo, mas ainda estava insatisfeito com ela. Houve rumores de que a cena de amor no filme foi refeita por John M. Stahl, mas o assistente de Lubitsch no filme, Andrew Marton, negou isso. De acordo com o diretor King Vidor, Lubitsch também fez o filme para Novarro "uma cena camarada com um figurante afeminado" na esperança de "jogar a carga entre eles". Novarro, sem dúvida, estava extremamente desconfortável fazendo a cena e ressentidos por terem sido colocados nessa situação pelo diretor; Novarro foi extremamente cauteloso sobre sua própria homossexualidade durante toda a sua vida.
O filme esteve em produção por mais de 108 dias e custou $ 1.205.000. Um defensor da autenticidade, Lubitsch aumentou o orçamento significativamente, enfurecendo o estúdio. Por exemplo, ele pediu ao figurinista Ali Hubert que trouxesse trinta e dois baús de guarda-roupa e adereços da Europa para usar no filme. Depois da fotografia principal, ele foi para a Alemanha para filmar tomadas de estabelecimento, nenhuma das quais foi usada no filme final; o pouco trabalho de locação que existe no filme final foi filmado em Laurel Canyon.

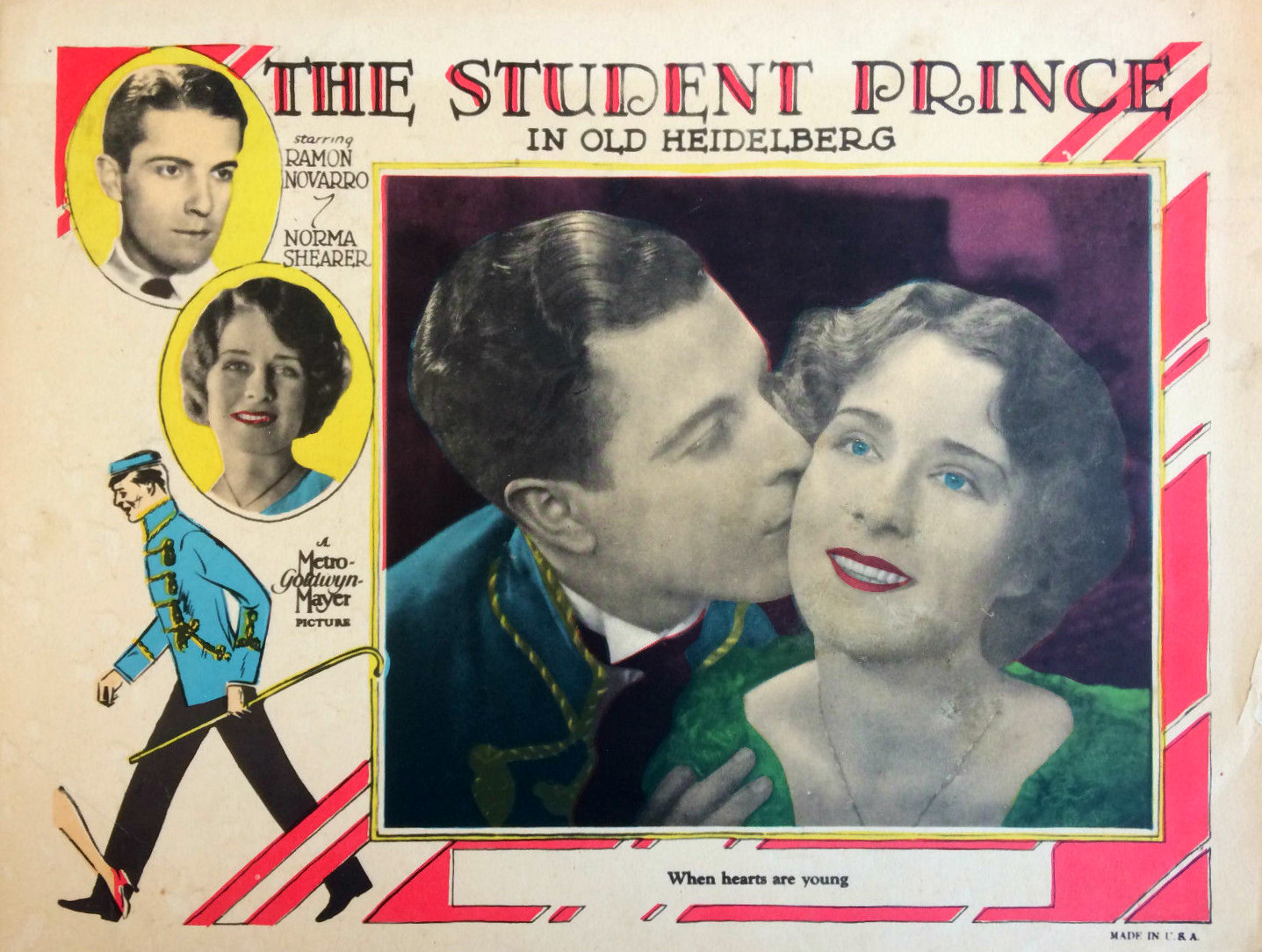
Lobby Card do filme.

## Recepção
Embora agora seja considerado um clássico por muitos historiadores do cinema, esteve longe de ser um sucesso de crítica unânime durante sua exibição teatral original. Em uma resenha para o The New York Times, Mordaunt Hall escreveu "O Sr. Novarro é natural e sério, mas tem uma aparência um pouco latina demais para o papel. Norma Shearer é atraente como Kathi. Ela, no entanto, não parece colocar a alma dela no papel. Ela também age bem, mas, como o Sr. Novarro, ela não responde, como outros jogadores têm feito, à direção do Sr. Lubitsch. A atuação mais hábil neste trabalho é feita por Jean Hersholt como o Dr. Guttner [sic] e Gustav von Seyffertitz como o Rei. Seus esforços em todas as cenas revelam sua sensibilidade à direção. "
Apesar de ser um filme popular entre os cinéfilos, o custo de produção exorbitante de Student Prince o impedia de gerar lucro; o filme perdeu $ 307.000. 

## Impacto
Muitos críticos o consideram um dos melhores filmes mudos de Lubitsch, e ele recebeu melhores críticas do que o remake colorido da MGM de 1954, baseado na versão opereta da história de Sigmund Romberg.